# 이폴리트 카르노

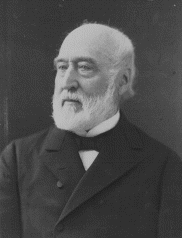
라자르 이폴리트 카르노

라자르 이폴리트 카르노(프랑스어:Lazare Hippolyte Carnot, 1801년 10월 6일 – 1888년 3월 16일)는 프랑스의 정치가이고 제2공화국 당시 교육부 장관이었다. 그는 암살당한 프랑스 제3공화국 마리 프랑수아 사디 카르노 대통령의 아버지이다. 또 니콜라 레오나르 사디 카르노(Nicolas Léonard Sadi Carnot)의 동생이고 프랑스의 정치가이자 군사기술 전문가이며 나폴레옹 시절 육군장관과 내무장관을 역임한 라자르 카르노(Lazare Nicolas Marguerite Carnot)의 아들이다. 그는 공교육에서 가톨릭 종교교육을 배제시키는 것을 골자로 하는 제2공화국의 교육개혁을 이끌었으나 로마 가톨릭교회와 왕당파에 의해 좌절되었다.

## 카르노의 교육개혁
카르노는 1842년과 1846년 연이어 의원으로 선출되었고 급진파의 일원이었다. 그는 의원으로서 미성년 노동자의 작업조건이 어떠한지 조사하기 위해 독일과 오스트리아에 파견되기도 했다.그는 초등교육을 의무화하고 공장 청소년에게 제공되는 수업을 일을 마친 피곤한 저녁이 아니라 낮 시간에 하도록 주장했다. 그는 1846~1847년 초등교육협회의 총서기를 맡았고초등교육의 필요성을 역설하면서 로마 가톨릭교회의 성직자학교의 비정상적인 확산을 막고 교육의 자유를 확대하며,학교 비품과 교과서의 부족을 개선하고 교사들의 처우를 개선했다.
카르노는 '새로운 제도를 위해 새로운 시민을 양성해야 한도'고 생각했다. 이를 위해 무엇보다 시급한 일은 무상 의무교육과 교육의 자유를 원칙으로 한 초등교육법안을 만드는 것이었다. 무상교육은 부자집 아이와 가난한 집 아이 사이의 구분을 없애기 위한 것이었고 당연히 국가의 재정적 필요성에 따라 적용되어야 할 것이었다. 1848년 당시 제헌의회 의원을 뽑는 선거일에 공화주의자들은 도시의 노동자와 소시민의 지지를 기대할 수 있었으나 가톨릭교회의 사제들의 영향력 아래 있던 농촌에서는 농민들의 지지는 기대할 수 없었다. 이에 따라 그는 농촌에서 로마 가톨릭교회 사제에 맞서 영향력을 행사할 수 있는 유일한 이들이 초등교사였다고 보고 이들을 움직여 농촌을 개혁하려고 하였다. 하지만 그가 사제들에게 할 수 있는 일은 고작 주교들에게 협조 편지를 보내는 일 뿐이었고 주교들은 그에게 아무런 도움을 주지 않았고 오히려 그의 정책에 사회주의적 성향이 있다는 이유로 극렬하게 저항했다. 카르노는 로마 가톨릭교회의 종교교육을 교과목에서 제외 시켰고 대신 시민들의 의무와 권리, 자유, 평등, 우애의 감정에 대한 계발을 가르치는 공민교육을 강화했다. 또 당시 로마 가톨릭교회 수녀가 수도회 원장수녀에게 복종을 맹세하는 편지로 교사자격증을 대신할 수 있었던 특권도 금지시켰다. 카르노의 이같은 조치들은 로마 가톨릭교회와 보수파를 분노케 했고 그는 오래지 않아 장관직에서 물러나야했다.

## 카르노 개혁안의 의의
카르노는 새로운 정치체제를 확립하기 위해서는 무상 의무교육 그리고 로마 가톨릭교회로부터 자유로운 세속화 교육이 필요하다고 생각했다. 그는 혁명보다 교육으로 사회의 안정을 유지함으로써 세상을 변화시키려고 하였다. 그에게 있어서 교육은 기존 체제를 개혁하기 위한 소중한 무기였다. 비록 그의 초등교육개혁안은 사라졌지만 개혁안의 많은 조항들은 살아남아 프랑스 교육에 큰 영향을 끼쳤다. 무상 의무교육 등은 쵤회 되었지만 초등교사의 600프랑의 최저급여제도는 그대로 유지되었다. 그의 개혁안은 제대로 알려질 기회 조차 없이 사라졌지만 훗날 레옹 강베타에 의해 '교권주의'로 명명될 로마 가톨릭교회 등 보수세력을 공격하는 가장 효율적인 무기를 제공했으며 결국 훗날 예수회를 추방시킨 쥘 페리의 페리법으로 완성될 공화파 교육개혁의 전조이기도 했다.